# 雨過天青 (2019年大愛電視劇)
《雨過天青》，是一部描寫林鳳朝慈濟師姊的真實人生電視劇，由林玟誼、楊子儀、徐麗雯 、伊正、陳夙雰、霍正奇、柯素雲 、林健寰、周賢忠、薛宇廷、范時軒、楊忠穎、謝欣諭、蔡瑞澤、陸一龍等演員領銜主演，於2019年4月23日在大愛電視20:00首播。

## 播出時間
以下時間以當地時間（台灣時間）為準

### 首播
| 片名     | 頻道       | 播放日期                    | 播放時間                  |
| 雨過天青 | 大愛電視台 | 2019年4月23日－2019年6月3日 | 20:00-20:49播出（無廣告） |
| 雨過天青 | 大愛海外台 | 2019年4月23日－2019年6月3日 | 20:00-21:00播出（含廣告） |
| 雨過天青 | 中天娛樂台 | 2019年4月23日－2019年6月3日 | 21:00-22:00播出（含廣告） |

### 重播
| 片名     | 頻道       | 播放日期                    | 播放時間                  |
| 雨過天青 | 大愛電視台 | 2019年4月23日－2019年6月3日 | 23:30-00:19播出（無廣告） |
| 雨過天青 | 大愛電視台 | 2019年4月23日－2019年6月3日 | 03:00-03:49播出（無廣告） |
| 雨過天青 | 大愛電視台 | 2019年4月23日－2019年6月3日 | 16:00-16:49播出（無廣告） |
| 雨過天青 | 大愛海外台 | 2019年4月23日－2019年6月3日 | 02:00-03:00播出（含廣告） |
| 雨過天青 | 大愛海外台 | 2019年4月23日－2019年6月3日 | 09:00-09:49播出（無廣告） |
| 雨過天青 | 大愛海外台 | 2019年4月23日－2019年6月3日 | 11:00-12:00播出（含廣告） |
| 雨過天青 | 中天娛樂台 | 2019年4月23日－2019年6月3日 | 11:00-12:00播出（含廣告） |

### 大愛會客室

#### 首播
| 片名       | 頻道       | 播放日期                    | 播放時間        |
| 大愛會客室 | 大愛海外台 | 2019年4月23日－2019年6月3日 | 21:00-21:11播出 |
| 大愛會客室 | 大愛電視台 | 2019年4月23日－2019年6月3日 | 00:19-00:30播出 |
| 大愛會客室 | 大愛海外台 | 2019年4月23日－2019年6月3日 | 09:49-10:00播出 |

## 演員陣容

### 主要角色
| 演員   | 角色         | 介紹                                                           | 登場集數      |
| 謝欣諭 | 林鳳朝(少年) | 本劇女主角，聰明乖巧，免費幫同學補習功課，是同學眼中的小老師。 | 第1集－第30集 |
| 林玟誼 | 林鳳朝(青年) | 本劇女主角，聰明乖巧，免費幫同學補習功課，是同學眼中的小老師。 | 第1集－第30集 |
| 徐麗雯 | 林鳳朝(中年) | 本劇女主角，聰明乖巧，免費幫同學補習功課，是同學眼中的小老師。 | 第1集－第30集 |
| 楊子儀 | 陳文宗(青年) | 本劇男主角。                                                   | 第1集－第30集 |
| 伊正   | 陳文宗(中年) | 本劇男主角。                                                   | 第1集－第30集 |
| 霍正奇 | 林勤丁       | 林父                                                           | 第1集－第30集 |
| 陳夙雰 | 李榮妹       | 林母                                                           | 第1集－第30集 |
| 柯素雲 | 陳母         |                                                                | 第1集－第30集 |
| 林健寰 | 陳父         |                                                                | 第1集－第30集 |
| 楊忠穎 | 林嘉豐       |                                                                | 第1集－第30集 |
| 范時軒 | 金妹         |                                                                | 第1集－第30集 |
| 蔡瑞澤 | 馬沙(少年)   | 。                                                             | 第1集－第30集 |
| 周賢忠 | 馬沙(青年)   | 。                                                             | 第1集－第30集 |
| 曹景俊 | 馬沙(中年)   | 。                                                             | 第1集－第30集 |
| 陸一龍 | 薛固成       |                                                                | 第1集－第30集 |
| 黃婕菲 | 黃玉女       |                                                                | 第1集－第30集 |
| 胡利   | 宋美智       |                                                                | 第1集－第30集 |
| 楊佩潔 | 陳雅萍       |                                                                | 第1集－第30集 |
| 陳彥豪 | 李俊隆(少年) | 。                                                             | 第1集－第2集  |
| 薛宇廷 | 李俊隆(青年) | 。                                                             | 第1集－第30集 |
| 劉佳旺 | 李俊隆(中年) | 。                                                             | 第1集－第30集 |

### 其他角色
| 演員   | 角色         | 介紹 | 登場集數      |
| 林玉山 | 吳父         |      | 第1集－第30集 |
| 王詩涵 | 吳淑芬(少女) |      | 第1集－第30集 |
| 江哲勳 | 陳文龍(少年) | 。   | 第1集－第2集  |
| 曾柏辰 | 陳文龍(青年) | 。   | 第1集－第30集 |
| 李永康 | 陳文龍(中年) | 。   | 第1集－第30集 |
| 洪淇   | 陳月琴(青年) |      | 第1集－第30集 |
| 吳芊芊 | 陳月梅(少女) |      | 第1集－第30集 |
| 王宥謙 | 陳文義(童年) | 。   | 第1集－第2集  |
| 廖柏翔 | 陳文義(少年) | 。   | 第1集－第30集 |
| 錢君仲 | 陳文義(青年) | 。   | 第1集－第30集 |
| 黃品瑄 | 黃曉琪(童年) | 。   | 第1集－第2集  |
| 薛提縈 | 黃曉琪(青年) | 。   | 第1集－第30集 |
| 陳宏宇 | 曾漢廷(童年) | 。   | 第1集－第2集  |
| 杜智傑 | 曾漢廷(青年) | 。   | 第1集－第30集 |
| 鄭伃庭 | 陳雅萍(少女) |      | 第1集－第30集 |
| 張博為 | 陳國強(少年) |      | 第1集－第30集 |
| 蘇均容 | 陳雅惠(童年) |      | 第1集－第30集 |
| 楊岷淙 | 陳國華(童年) |      | 第1集－第30集 |
| 禾語辰 | 曾麗英       |      | 第1集－第30集 |
| 劉濟民 | 張東旭       |      | 第1集－第30集 |
| 王道南 | 陳校長       |      | 第1集－第30集 |
| 林衣倩 | 賴淑美       |      | 第1集－第30集 |
| 邱明勳 | 丁老師       |      | 第1集－第30集 |
| 畢志綱 | 工友老張     |      | 第1集－第30集 |
| 翁國豪 | 秦校長       |      | 第1集－第30集 |
| 洪書屏 | 何教導       |      | 第1集－第30集 |
| 江冠宏 | 小郭         |      | 第1集－第30集 |
| 陳彥名 | 周源生       |      | 第1集－第30集 |
| 呂俍慧 | 陳師姊       |      | 第1集－第30集 |
| 洪喻蕎 | 陳師姊       |      | 第1集－第30集 |
| 黃佳婈 | 王師姊       |      | 第1集－第30集 |
| 黃愛淑 | 彭太太       |      | 第1集－第30集 |
| 江錦雲 | 鞋店老闆娘   |      | 第1集－第30集 |
| 吳晨希 | 褔利社小姐   |      | 第1集－第30集 |
| 江忠明 | 鐵皮屋老人   |      | 第1集－第30集 |
| 王藝臻 | 買石頭婦人   |      | 第1集－第30集 |
| 羅國維 | 周大慶       |      | 第1集－第30集 |
| 林明億 | 廠商廖桑     |      | 第1集－第30集 |
| 徐子桓 | 遠親         |      | 第1集－第30集 |
| 黃湘如 | 嬸婆         |      | 第1集－第30集 |
| 何冠漢 | 范有春       |      | 第1集－第30集 |
| 蕭鴻文 | 彪哥         |      | 第1集－第30集 |
| 韓啟東 | 維修船老闆   |      | 第1集－第30集 |
| 吳珮璇 | 方老師       |      | 第1集－第30集 |
| 朱鳳櫻 | 何老師       |      | 第1集－第30集 |
| 李龢豐 | 校長         |      | 第1集－第30集 |
| 蔡緁玲 | 阿娟         |      | 第1集－第30集 |
| 李國楨 | 蕭醫生       |      | 第1集－第30集 |
| 林苡安 | 劉太太       |      | 第1集－第30集 |
| 王     | 吳太太       |      | 第1集－第30集 |

## 電視劇歌曲
| 曲別   | 歌名         | 演唱者 | 作詞   | 作曲   | 編曲          | 製作人 |
| 片頭曲 | 媽媽是一首歌 | 吳淑敏 | 吳嘉祥 | 吳嘉祥 | 吳嘉祥        | 吳嘉祥 |
| 片尾曲 | 無所畏懼     | 安懂   | 安懂   | 安懂   | 翁偉瀚 高振邦 | 荒山亮 |

## 大愛會客室名單
| 集數  | 日期          | 來賓           | 主持人 |
| 第1集 | 2019年4月24日 | 陳夙雰、霍正奇 | 譚艾珍 |
| 第2集 | 2019年4月25日 | 陳夙雰、霍正奇 | 譚艾珍 |
| 第3集 | 2019年4月26日 | 林鳳朝、陳夙雰 | 譚艾珍 |
| 第4集 | 2019年4月27日 | 林玟誼、周賢忠 | 譚艾珍 |

## 製作團隊

### 製作團隊
- 監　製：王端正、葉樹姍、臧蕙年
- 總策畫：關兆宏
- 編審統籌：鍾易儒
- 製作人：候鎮華
- 編　審：臧葳年
- 編　劇：溫郁芳、秦丕芳
- 顧　問：林鳳朝
- 企畫宣傳：陳光隆、林志儒、魏鳳萱
- 製作協調：黃開誼
- 片頭設計：王湘婷、蕭麗玉
- 導　演：章可中

## 電視節目的變遷
- 雨過天青官方網站 （页面存档备份，存于）－大愛劇場
- 大愛劇場的Facebook專頁
- 大愛劇場的Instagram帳戶
- 《雨過天青 （页面存档备份，存于）》-YAHOO! TV （页面存档备份，存于） 線上看

| 大愛電視台 週一至週日 20:00-20:49           | 大愛電視台 週一至週日 20:00-20:49        | 大愛電視台 週一至週日 20:00-20:49 |
| ------------------------------------------- | ---------------------------------------- | --------------------------------- |
|                                             | 雨過天青 （2019年4月23日－2019年6月3日） |                                   |
| 最美的相遇 （2019年3月21日－2019年4月22日） | 百歲仁醫 （2019年6月4日－2019年6月17日） |                                   |